# Ivan Abadzsijev
Ivan Nikolov Abadzsijev, bolgárul: Иван Николов Абаджиев (Novi Pazar, 1932. február 12. – 2017. március 24.) világbajnoki ezüstérmes bolgár súlyemelő, edző.

## Sportpályafutása
Ivan Abadzsijev 1953-ban, huszonegy évesen kezdte sportolói pályafutását. Hamar szép eredményeket ért el a nemzetközi mezőnyben is és 1955-ben indulhatott a müncheni világbajnokságon, ahol 7. helyen végzett a 67.5 kilogrammosok mezőnyében. A két évvel később, 1957-es teheráni világbajnokságon ezüstérmet szerzett. Ez volt sportolói pályafutásának legjobb eredménye, egyben Bulgária súlyemelő sportjának első világbajnoki érme. Az 1960-as római olimpia után fejezte be aktív versenyzői karrierjét, majd edzőnek állt.
Tanítványai 1968 és 2000 között tíz olimpiai, 57 világ- és 64 Európa-bajnoki címet érdemeltek ki. 1968-tól 1989-ig és 1997-től 2000-ig ő volt a Bolgár Súlyemelő Szövetség elnöke.
Edzőként dolgozott Törökországban, és az 1990-es évek elején a magyar válogatott felkészítését is irányította egy rövid ideig, ezt követően pedig az Egyesült Államokban vállalt munkát.
1988-ban leváltották a bolgár válogatott vezetőedzői posztjáról, ugyanis az az évi szöuli olimpián két bolgár súlyemelő, Valentin Krisztov és Blagoj Blagojev is doppingbotrányba keveredett és érmeiket vissza kellett adniuk.
2017. március 24-én hunyt el, halálhírét másnap Szófiában jelentették be.

## Nemzetközi eredményei
- 1955, 7. hely (4. hely), vb + Eb,  München
- 1956, 1. hely, nemzetközi verseny Bukarest
- 1956, 7. hely, Olimpia Melbourne
- 1957, 3. hely, Szovjet Nagydíj Moszkva
- 1957, 2. hely, vb Teherán
- 1958, 4. hely, Szovjet Nagydíj Moszkva
- 1958, 5. hely (4. hely), vb + Eb  Stockholm
- 1960, 8. hely, Eb Milánó
- 1960, 12. hely, Olimpia Róma